# Cronologia Greciei antice
Cronologia Greciei Antice
- Micenianul:
  - Micenianul timpuriu: 1550-1600/1500 î.Hr.
  - Micenianul mijlociu: 1302-1420 î.Hr.
  - Micenianul târziu: 
    - IIIa: 1380-1320 î.Hr.
    - IIIb: 1320-1220 î.Hr.
    - IIIc: 1220-1120 î.Hr.

- SubMicenianul: 1120-1050 î.Hr.
- Protogeometricul: 1050-900 î.Hr.
- Geometricul (propriu-zis) 
  - timpuriu: 900-840 î.Hr.
  - mijlociu 840-860/760 î.Hr.
  - târziu 770-700 î.Hr.